# Joan Vilacasas
Joan Vilacasas, né à Sabadell le 3 juin 1920 et mort à Barcelone le 17 janvier 2007  est un peintre, graveur, céramiste et écrivain catalan. Il est l'un des artistes appartenant au courant de la peinture informelle catalane.

## Biographie
Joan Vila i Casas, connu sous le nom de Joan Vilacasas, commence à peindre sur la fin de la guerre d'Espagne et s'inscrit en 1940 à l'Académie des Beaux-arts de Sabadell où il expose en 1941.
Pere Quart lui a dédié un poème : « Joan Vilacases, Fuis le pays... ». Vers fin 1949, Vilacasas part en effet, non sans difficulté, pour obtenir son passeport, à Paris, initialement pour six mois, et s'y installe définitivement, délivré du climat du franquisme. Logeant d'abord au pavillon espagnol de la Cité internationale universitaire, plus tard rue de la Montagne-Sainte-Geneviève, il est proche des peintres qui y résident, notamment Xavier Oriach ou Xavier Vals.
Pour gagner sa vie il fait à Paris toutes sortes de métiers, notamment de ramasseur de vieux papiers ou de guide touristique. De ses visites des musées il retient dans un article de 1957 les noms de Van Eyck, Rembrandt, Van Gogh, Cézanne, Braque, Picasso, Klee, Mondrian et ses « architectures planimétriques », terme qu'il utilise alors pour nommer ses propres œuvres. Il juge par ailleurs sans concession la vie artistique de la capitale, son coefficient de médiocrité, clichés et pompiérisme, l'activité commerciale de Montmartre comme le tapage publicitaire des galeries. Il fréquente alors assidument le marché aux Puces sur lequel il publie un texte en 1956.
En 1950 il est impressionné par une exposition rétrospective de Picasso dont il ne connaissait que les quelques tableaux du musée d'art moderne. Il apprécie également les peintures de Braque que lui fait rencontrer Oriach, en 1953 de Léger qui est peut-être, confie-t-il, à l'origine de son cheminement vers l'abstraction. Il présente en 1951 à Paris une exposition personnelle, réalise en 1952 ses premiers décors de céramique dans un style méditerranéen archaïque et publie en 1954 son premier livre. Il effectue à cette époque des voyages en Belgique et Hollande. Il fait ensuite la connaissance d'Yves Klein et assistera en 1958 au vernissage de son exposition Le vide.
En 1960 Joan Vilacasas, après l'échec de son mariage, retourne à Barcelone, s'installe dans la rue du Conseil-des-Cent, proche de la Sala Gaspar, alors la plus avancée du pays, où il expose régulièrement. Avec Tharrats, Hernández Pijuan, Claret, Santos Torroella, et Subirachs, il crée le groupe O Figura qui réalise dans la même galerie plusieurs expositions thématiques et fonde sous le même nom une revue. A Barcelone il participe en 1964 à la première édition de la Muestra de Arte Nuevo (MAN 64) puis à toutes celles des années suivantes jusqu'à la dernière en 1976.
Vilacasas réalise en 1966 une décoration de céramique pour le vestibule du bâtiment Mediterraneo d'Antonio Bonet, (162 carrer dell Conseil de Cent) et en 1970 la décoration d'une façade (17-19 carrer Eric Gimenez). En 1974, pour l’exposition de 20 carrosseries de voitures peintes de la marque Seat présentée sur la Rambla de Catalunya pour MAN 74, il transforme une Seat 133 en navette spatiale. Il décorera également, en 1975, l'intérieur et l'extérieur de sa propre Seat 600 (Autometria 600).

## L’œuvre

### Peinture et sculpture
Ne sachant pas qu'il pouvait exister une autre peinture que celle qui était exposée dans le monde fermé de l'époque franquiste, à ses débuts il « peint, comme tout le monde » écrit-il en 1961, « ce qui se vend », des paysages, des natures-mortes ou des portraits, évoluant du réalisme à un impressionnisme modéré. Les pressions familiales qu'évoqueront indirectement plusieurs de ses écrits de fiction souhaitent le maintenir, pour des raisons économiques, dans une facture traditionnelle et il réalise ainsi, autour de 1945, des petits travaux d'illustration, entre romantisme et art décoratif, pour naissances et mariages.
Arrivé à Paris Vilacasas peint dans des couleurs plus lumineuses le Parc Montsouris (1950) et ses promeneurs dans un ensemble de toiles exposées en 1951 mais dessine aussi les clochards, illustrant en 1953 sur ce thème, dans un schématisme plus agressif, un article de Josep Maria Solà sur Les clochards de Paris. Il dessine aussi autour de 1952 les bords de la Seine et des paysages de la Creuse. Dans les deux années suivantes il réalise des terres cuites émaillées et des aquarelles, des natures mortes, dans un climat cubiste.
De 1953 à 1955, Joan Vilacasas peint une vingtaine de toiles abstraites dont il ne conservera aucune, les jugeant trop froides et linéaires. Dans des gammes de gris et de bleus, son abstraction géométrique est alors fortement structurée. Découvrant en 1955 les premiers tachistes, il « rencontre la liberté dont il avait besoin, celle qu'il recherchait depuis longtemps » et ses peintures se font informelles.
Se souvenant de son expérience dans la section topographie de l'armée durant son service militaire, peut-être aussi de ses visions depuis Montserrat ou le Tibidadado, de ses vols depuis le camp d'aviation de Sabadell, les cartes anciennes, il dessine en 1955 ses premières cartes dans l'espace, y voyant « des îles et des océans ». À partir de 1958 il poursuit sa démarche dans des toiles composées à partir de lignes et de configurations spatiales, à la façon de paysages urbains vus comme d'un satellite, qu'il appelle Planimétries. En 1965 Salvador Espriu lui dédie un poème écrit à leur sujet. Ses Planimétries 64-65 sont exposées à Barcelone en 1965, une deuxième série, ses Planimétries de 1968 à 1970 en 1971, ses Planimétries 1977, pour lesquelles Vilacasas utilise souvent des emballages de polyester comme support, en 1977. Ces Planimétries déborderont par la suite au-delà de ses toiles et couvriront les surfaces les plus diverses, voitures (1966), vêtements (années 1960), bâtiments (1974), les palettes mêmes du peintre (1994).
En 1964 Vilacasas avait écrit un article humoristique sur les martiens qu'il avait illustré. En un « futurisme ironique », les Martiens qu'il réalise en terre-cuite entre 1967 et 1972 sont de petites sculptures-objets, d'une vingtaine de centimètres dans leur plus grande dimension, figurant des personnages sphériques aux formes animales, pourvus de trois pattes et de tentacules. Joan Vilacasas les peint dans un graphisme dérivé des Planimétries, dans la synthèse ludique d'un art millénaire et d'un climat futuriste. À cette époque son atelier s'est rempli, depuis son retour à Barcelone, d'une foule d'objets hétéroclites qu'il a trouvés au marché aux Puces de Barcelone.
Au début des années 80, les Planimétries de Vilacasas font place à des Astrométries, peintes sur toile ou sur bois, animées dans des gammes de couleurs plus sourdes de formes circulaires ou ovales, qui seront exposées en 1987 à Sabadell. Peu soucieux d'« agressivité commerciale » et de « pénétration des marchés » ou de « culte de la personnalité », de consécrations et de médailles , il ne réalise alors pas plus d'une cinquantaine de dessins et d'une quinzaine de tableaux chaque année, confie-t-il en 1983. À partir de la réutilisation et l'assemblage de vieilles pièces de matériel électronique, ses Astrométries, il développe autour de 1991 une nouvelle série de sculptures-objets (Nau) composées de plaques, tiges métalliques et circuits imprimés, et dans des formes plus aigües que celles de ses Martiens. Certaines sont sensiblement de mêmes dimensions, d'autres, plus larges, sont présentées dans des caissons illuminés de diverses couleurs.
Dans les années 1990, Vilacasas croise peinture et écriture, incorporant à ses Planimétries, dans des gammes blanches, grises et noires, des séries d'inscriptions manuscrites, indications topographiques et explications plus ou moins développées de caractère imaginaire ou ironique,.

### Gravure
Joan Vilacasas réalise dans un style librement figuratif des eaux-fortes dont certaines
sont présentées en 1951 dans sa première exposition personnelle à Paris (Parc Montsouris, Nu, 1951 ; La Seine vers Notre-Dame, 1952. Il en réalise plus tard une série (carborendum) présentée en 1961. En 1964 à 1965, il réalise huit albums d’eaux-fortes, soit 100 œuvres.
Joan Vilacasas participe ainsi à la IIIème Biennale Internationale de gravure de Tokyo (1960, 1962), à la IVème Biennale de São Paulo où il obtient le Prix Leiner de gravure (1961), à la Ve Exposition Internationale de gravure présentée au Musée d’Art Moderne de Ljubljana en Yougoslavie (1963), à l'International Biennal Exhibition of Print de Tokyo (1964), au Premio Internazionale Biella per l’incisione de Biella en Italie 1965, 1972, 1976).

### Écrits
Liste établie d'après le chapitre « Synthèse biographique » de Joan Vilacasas. Viatges siderals.
Joan Vilacasas, qui admire Camus, Simenon et Brassens, publie en 1954 son premier livre en catalan, Escrits, illustré de ses lithographies et préfacé par Joan Oliver. Ses œuvres ultérieures, dans la dimension d'une critique sociale décrivent souvent l'expérience du peintre ou du sculpteur et dénoncent les groupes de pression qui influent sur le monde de l'art : Sis Contes (1957), Doble blanc (1960), Matèria definitiva (1961), Operació viaducte (1962, adaptée à la radio en 1970), Nnoba fygurassió (1965), Aiguafort del XII (1966), Jourdain 65 (1966). Ses Lettres à un peintre sont éditées en 1964.
Joan Vilacasas écrit également une douzaine de comédies humoristiques, à partir de 1973 sous le pseudonyme de « Carles Valls », notamment Jo, el serial i la gallina (1967), Funerari (1968), L'enterrament és a les 4 (1968), L'Amic del ministre (1972), El peu de la lletra (1973), Mercè dels uns, Mercè dels altres (1976), Tres crits i une sola veu (1978), El cap i la di (1980), Dolça de les Tàpies (1984), Sin Chapa y sin collar (1986), Tia Bona (1992).
Il adapte également en catalan Le Malade imaginaire de Molière (1969) et une pièce de Pierre Barillet et Jean-Pierre Gredy (El do d’Adela, 1971). Pour la télévision il écrit Enigma (1969), Un altre terrorisme (1980), En català de primera mà (1982), Marta sempre, Marta tothora (1985), Amb l'aiguia al Call (1990).

## Expositions

### Expositions particulières
Liste établie d'après le chapitre « Synthèse biographique » de Joan Vilacasas. Viatges siderals, sauf mention.
- 1941 : Acadèmia de Belles Arts de Sabadell (puis chaque année jusqu’en 1950)
- 1944 : Sala Pictoria, Barcelone
- 1950 : Sala Gaspar, Barcelone
- 1951 : Galerie La Boétie, Paris (peintures et gravures)
- 1952 : Sala Gaspar, Barcelone
- 1954 : Galerie Vivet, Paris ; Sala Gaspar, Barcelone
- 1956 : Sala Gaspar, Barcelone
- 1960 : Galeria Prisma, Madrid
- 1961 : 30 Aguafortes Recentes, Lisbonne ; Sala Gaspar, Barcelone
- 1962 : Galerie Pierre, Stokholm
- 1965 : Sala Gaspar, Barcelone ; Galerie Grises, Bilbao ; The O’Hana Gallery, Londres
- 1966 : Sala Gaspar, Barcelone (céramiques)
- 1970 : Sala Gaspar, Barcelone
- 1971 : Planimetries de 1968 à 1970, Sala Gaspar, Barcelone ; Sala Santa Catalina de l'Ateneo, Madrid
- 1977 : Planimetries 77 (et sa voiture, une Seat 600 décorée de Planimétries, Autometria ), Sala Gaspar, Barcelone
- 1981 : Obres Inèdites, Sala Gaspar, Barcelone
- 1987 : Astrometries 86-87, Sala Quasar, Sabadell
- 1997 : Vilacasas, pintura i estructures, Académie des beaux-arts, Sabadell
- 2002 : Planimetries, Galerie Shatevín, Barcelone
- 2005 : Joan Vila Casas a la col·lecció del Museu d'Art de Sabadell, Planimétries (peintures, dessins, gravures), structures et céramiques, 1958-1997, Musée d'art, Sabadell
- 2006 : Vilacasas o les planimetries laberintiques, galerie Principal Art, Barcelone
- 2014 : Joan Vilacasas, del plein air al firmament, Fondation Vila Casas, Barcelone
- 2014 : Joan Vilacasas, de la bohème à Yves Klein, Centre d'études catalanes, Sorbonne[36]
- 2014 : Joan Vilacasas. Viatges siderals, Musée d'art, Sabadell

### Expositions collectives
Joan Vilacasas a participé à de très nombreuses expositions collectives de peintres catalans, espagnols ou européens dont le site consacré à l'artiste donne une liste détaillée.
A Barcelone il a ainsi participé presque chaque année à une ou plusieurs manifestations (en 1956, de 1958 à 1964, en 1966 et 1967, de 1969 à 1981, de 1983 à 1986, en 1988, 1995, 1997, 2005 et 2006). Il a également exposé dans d'autres villes de Catalogne (Tarragone, 1964, 2006 ; Girona, 1964, 1966 ; Terrassa, Cornellà, Manresa, 1966 ; Figueres, 1971, 1972 ; Sabadell, 1978, 1984, 1987, 1995, 1997, 1999 ; Montserrat, 2006) et plus généralement en Espagne (Madrid, 1956, 1962, 1963, 1965, 1966, 1967, 1969, 1974, 1982, 1986 ; Bilbao, 1960, 1964 ; Menorca, 1964 ; Palma de Mallorca, 1964, 1978 ; Pampelune, 1966 ; Séville, 1966 ; Valence, 1966, San Sébastien, 1966 ; Cuenca, 1967 ; Ibiza, 1974).
A l'étranger Joan Vilacasas a notamment participé à des expositions en Allemagne (Francfort, 1959 ; Berlin, 1960 ; Bonn, 1961 ; Friedrichshafen, 1963 ; Munich, 1970), en Angleterre (Londres, 1959, 1960, 1962, 1963), en Argentine (Buenos Aires,1960), en Belgique (Bruxelles, 1961, 1974), au Brésil (Rio de Janeiro, 1959, 1960, 1965 ; São Paulo, 1960, 1961, 1974), au Canada (Ottawa, 1967, 1968), au Danemark (Copenhague, 1960), aux Etats Unis (Washington, 1956, 1965 ; New York, 1960, 1964, 1974 ; Philadelphie, 1963 ; Tallahasee, Floride, Greensboro, Caroline du Nord, Greenville, Caroline du Sud, Denver, Colorado, Kansas City, Missouri, 1964), en Finlande (Helsinki, 1961), en France (Paris, 1952, 1953, 1982 ; Vallauris, 1972 ; Perpignan, 1978), en Italie (Rome, 1963, 1964 ; Venise, 1964), au Japon (Tokyo, 1962, 1964, 1965), aux Philippines (Manille, 1966), en Pologne (Varsovie, 1979), au Portugal (Lisbonne, 1960 ; Porto, 1960 ; Alamada, 1960), en Roumanie (Bucarest, 1993) en Suède (Stockholm, 1964 ; Durbanse, 1965 ; Norrköping, 1966, 1967 ; Sölvesborg, 1978 ; 1988), en Suisse (Zurich, 1962 ; Genève, 1969), à Taïwan (1958), en Tchécoslovaquie (Prague, 1979), en Uruguay (Montevideo, 1960), en URSS (Moscou, 1988), au Venezuela (Caracas, 1960), en Yougoslavie ( Ljubljana, 1963 ; Belgrade, 1979), en Roumanie Bucarest, 1993).
Joan Vilacasas a également participé à la Biennale de Venise (1960, 1964, 1968), à la Vème Biennale d’Alexandrie (1964), à la First Triennale-India de New Delhi (1968), à la VIIème Biennale d’Ibiza (1976).

## Musées
- Musée d'art contemporain de Barcelone
- Tate Gallery
- Museu d'Art Jaume Morera, Lleida
- Fundació Joan March (Museu d'Art Espanyol Contemporani, Palma de Majorque
- Musée d'Art de Sabadell

#### Catalogues
- (ca) Joan Vila Casas a la col-lecció del Museu d'Art de Sabadell, Musée d'art, Sabadell, 2005
- (ca) Joan Vilacasas, del plein air al firmament, Fondation Vila Casas, Barcelone, 2014  (ISBN 9788461673797)
- (ca) Alex Mitrani, Enric Casasses et Joan Vilacasas, Joan Vilacasas : Viatges siderals, Sabadell, Musée d'art de Sabadell, 2014 (ISBN 978-84-922173-6-6)

#### Étude
- (ca) Josep Maria Ripoll, Les novel-les de Joan Vilacasas, Quaderns d'arxiu, Fundació Bosch i Cardellach, Sabadell, 2002  (ISBN 84-95113-09-0)

#### Articles
- (ca) Fernández Álvarez, Ana, «Vilacasas, Topotesies o Cartografies Fictícies», Quadern de les idees, les arts i les lletres, n° 136, 2002, p. 22-24.
- (ca) Gerona Fumàs, Josep, «Les novel-les de Joan Vilacasas segons Josep Maria Ripoll», Quadern de les idees, les arts i les lletres, n° 143, 2003, p. 7.
- (ca) Torres, Mila «Entrevista inédita a Joan Vilacasas», Quadern de les idees, les arts i les lletres, n° 159, 2007, p. 16-19.
- (ca) Fernández Álvarez, Ana. «Planimetria definitiva: nosaltres dos», Quadern de les idees, les arts i les lletres, n° 159, 2007, p. 14-15.